# Nikołaj Kowalczuk
Nikołaj Kuźmicz Kowalczuk, ros. Николай Кузьмич Ковальчук (ur. 26 lipca 1902 w Dołhobyczowie w guberni lubelskiej, zm. 1972 w Kijowie) – radziecki generał porucznik, główny przedstawiciel i pełnomocnik Ministerstwa Spraw Wewnętrznych ZSRR w Niemczech w latach 1946-1949, minister bezpieczeństwa państwowego Ukraińskiej Socjalistycznej Republiki Radzieckiej w latach 1949-1952, minister spraw wewnętrznych i minister bezpieczeństwa państwowego Łotewskiej Socjalistycznej Republiki Radzieckiej w 1953, starszy doradca Ministerstwa Spraw Wewnętrznych ZSRR przy Ministerstwie Bezpieczeństwa Publicznego PRL od 10 czerwca do 20 lipca 1953.
Od 1926 służył w wojskach GPU w Zakaukaskiej Federacyjnej Socjalistycznej Republiki Radzieckiej, od 1937 w wojskach NKWD w Gruzińskiej Socjalistycznej Republice Radzieckiej, od 1939 szef wydziału śledczego NKWD obwodu leningradzkiego, szef Wydziału Specjalnego NKWD łużskiej grupy wojsk w 1941, zastępca szefa Wydziału Specjalnego NKWD Frontu Leningradzkiego w latach 1941-1942, szef Wydziału Specjalnego NKWD Syberyjskiego Okręgu Wojskowego w latach 1942-1943, szef kontrwywiadu Frontu Południowego w 1943, szef kontrwywiadu 4 Frontu Ukraińskiego w latach 1943-1945, szef kontrwywiadu Podkarpackiego Okręgu Wojskowego w latach 1945-1946.
Członek WKP (b) od 1927.

## Odznaczenia
- Order Lenina (trzykrotnie – 16 maja 1944, 30 kwietnia 1945 i 24 czerwca 1948)
- Order Czerwonego Sztandaru (czterokrotnie – 17 września 1943, 16 maja 1944, 3 listopada 1944 i 24 listopada 1950)
- Order Kutuzowa II klasy (21 kwietnia 1945)
- Order Suworowa II klasy (29 czerwca 1945)
- Order Wojny Ojczyźnianej I klasy
- Order Czerwonej Gwiazdy (26 kwietnia 1940 i 21 kwietnia 1943)
- Order „Znak Honoru”
- Odznaka "Honorowy Funkcjonariusz Czeki/GPU (XV)" (31 sierpnia 1937)
- Order Krzyża Grunwaldu II klasy (1946, Polska)[1]
- Medal Zwycięstwa i Wolności 1945 (Polska)
- Order Lwa Białego „Za zwycięstwo” (Czechosłowacja)

Oraz medal ZSRR, 2 ordery i medal czechosłowacki.